# 6262 Джейвід
6262 Джейвід (6262 Javid) — астероїд головного поясу, відкритий 1 вересня 1978 року.
Тіссеранів параметр щодо Юпітера — 3,278.